# Deutsch-Thailändische Gesellschaft
Die Deutsch-Thailändische Gesellschaft (DTG) e.V. ist ein deutscher Verein mit Sitz in Köln und wurde 1962 gegründet. Vereinszweck ist laut Satzung, die Deutsch-thailändische Beziehungen zwischen Deutschland und dem Königreich Thailand zu pflegen und zu vertiefen.

## Geschichte
Am 2. Mai 1962 wurde die Deutsch-Thailändische Gesellschaft durch sieben Gründungsmitglieder gegründet. Zu diesem Kreis gehörten seinerzeit u. a. der Verleger Hellmut Girardet mit seinem Sohn Michael Girardet und Frau Gerta Gerta Tzschaschel. Es gibt eine alljährliche Mitgliederversammlung. 2024 feierte der Verein sein 62-jähriges Bestehen.
Der Verein verfügt über mehrere DTG-Regionalgruppen.

### Bisherige Präsidenten der DTG
Bisherige Präsidenten der Deutsch-Thailändischer Gesellschaft:
- Hellmut Girardet (1962–1973)
- Kurt Daniel (1973–1977)
- Gerta Tzschaschel (1977–1987)
- Hans Christian Lankes (1987–1997)
- Helmut Eggers (1997–2003)
- Karl Weber (2003–2009)
- Frauke Kraas (seit 2009)

Der jeweilige Botschafter des Königreichs Thailand in Deutschland ist gleichzeitig Ehrenpräsident der Gesellschaft.

### Stipendienprogramm der DTG
Seit 1981 betreibt die Gesellschaft ein Stipendienprogramm für junge Menschen aus Thailand, die Deutsch im Haupt- oder Nebenfach studieren (das so genannte Drewes-Stipendium nach Carl Werner Drewes).

### Veröffentlichungen
Im Juni 1988 wurde durch die Initiative von Johann Christian Lankes die Nr. 1 der Mitgliederzeitschrift Thailand-Rundschau herausgebracht. Auch sorgte Lankes dafür, das der Austausch mit anderen deutsch-thailändischen Kulturvereinen intensiviert wurde. Dazu gehörte auch ein Informationsaustausch mit dem Siam-Journal und thailändischen Tempeln in Deutschland. Ebenso wurde eine DTG-Schriftenreihe herausgebracht. Ab 2014 wurde für Mitglieder der digitale Newsletter DTG Aktuell angeboten. Schwerpunkte des Newsletter sind dabei Veranstaltungshinweise für Deutschland und Thailand, Aktivitäten der deutsch-thailändischen Community in beiden Ländern, Nachrichten aus den Botschaften, Konsulaten und bilateralen Organisationen, Interessantes aus der Kultur und interne Nachrichten der DTG.